# مسجد كامبونج داناو
مسجد كامبونج داناو يقع المسجد في منطقة كامبونج داناو، والتي تبعد حوالي اثنين وعشرين كيلومتر من بيكان توتونج في بروناي.

## البناء
تم البدء في بناء مسجد كامبونج دانا في العشرين من شهر أبريل من عام 1972، على موقع أرض مساحتها 1,33 فدان، وتم الانتهاء من البناء في شهر أبريل نيسان من عام 1973، وبلغت نفقات البناء 12,000.00 دولار، وتبلغ قدرة المسجد حوالي 60 مصلي.

## التوسعة
تم توسيع مسجد كامبونج داناو وتجديده في عام 1980، لاستيعاب العدد المتزايد من المصلين، وبلغت تكلفت التوسعة 14,000.00 دولار، وأصبح المسجد يستوعب 200 مصلي في وقت واحد.